# Erica (Drenthe)
Pour les articles homonymes, voir Erica (homonymie).
Erica est un village néerlandais situé dans la commune d'Emmen dans la province de Drenthe. Erica a environ 4 800 habitants.

## Géographie
Erica est situé dans le sud-est de Drenthe, le long du Verlengde Hoogeveense Vaart, à une dizaine de kilomètres au sud d'Emmen. Le hameau d'Amsterdamscheveld, situé à environ 3 kilomètres au sud, appartient au territoire d'Erica.

## Histoire
Erica a été fondé vers 1863 comme colonie de défrichement dans les landes et tourbières du sud-est de Drenthe, essentiellement par des fermiers pour y cultiver du sarrasin. Plus tard, le village s'est développé comme les autres villages des tourbières exploitées et défrichées : la construction du Verlengde Hoogeveense Vaart a beaucoup contribué au développement du village.
Les premiers habitants étaient des ouvriers du chantier du canal de Bladderswijk, une prolongation du Canal d'Oranje. Ces ouvriers avaient l'intention de s'établir juste au sud du Canal d'Oranje, près du village de Zuidbarge. Les fermiers locaux n'avaient pas envie de cette nouvelle implantation d'habitations et ils chassèrent les nouveaux venus. La plupart des colons se résignèrent et retournèrent à leur village d'origine, Slagharen. Deux familles sont restées et se sont installées un peu plus au sud ; ce furent les premiers habitants de l'actuel Erica. Ces familles étaient d'origine allemande. En passant par Slagharen, elles étaient arrivées dans le sud-est de Drenthe pour y trouver du travail aux nombreux chantiers de construction des nouveaux canaux. Ces deux familles étant de confession catholique ; ceci explique le pourcentage relativement élevé de catholiques à Erica (44 %) par rapport aux villages des environs. En la même année, d'autres familles de Slagharen arrivèrent : ce furent des cultivateurs de sarrasin, la région de Slagharen commençant à manquer des terres de fagne, sol très propice à la cultivation de cette plante. Ces cinq familles nombreuses furent à l'origine de l'établissement du village d'Erica.
Initialement, ces premiers colons ont baptisé leur nouveau village Nieuw-Slagharen, par commémoration du lieu d'où ils venaient. Plus tard, le maire d'Emmen, Lucas Oldenhuis Tonckens, a baptisé le village Erica, du nom latin de la bruyère.
À partir de 1902, Erica fut desservi par la ligne du tramway à vapeur du Dedemsvaartsche Stoomtramweg-Maatschappij sur la ligne de Nieuw-Amsterdam à Ter Apel. En 1947, le trafic sur cette ligne fut définitivement arrêté.